# Ian McDonald (écrivain)
Pour les articles homonymes, voir MacDonald et Ian McDonald.
Œuvres principales
- Desolation Road
- Le Fleuve des dieux
- Brasyl
- La Maison des derviches

Ian McDonald, né le 31 mars 1960 à Manchester, est un auteur de science-fiction britannique.

## Biographie
Ian McDonald est né le 31 mars 1960 à Manchester d'une mère irlandaise et d'un père écossais. En 1965, il s'installe avec sa famille en Irlande du Nord. Il vit aujourd'hui à Belfast.

## Thèmes
Ses romans et nouvelles sont imprégnés des conflits d'Irlande du Nord, décrivant souvent des tensions entre différents groupes de population qui se distinguent par leurs origines ou par leurs pratiques religieuses.
Parmi les thèmes qu'il aborde dans son œuvre, on trouve les nanotechnologies, le postcyberpunk et l'impact de progrès technologiques rapides sur des sociétés non-occidentales.

## Œuvres

### SérieDesolation Road
1. Desolation Road, Robert Laffont, coll. « Ailleurs et Demain », 1989 ((en) Desolation Road, 1988)Réédition, Le Livre de poche, coll. « SF » no 7168, 1994
2. (en) Ares Express, 2001

### SérieChaga
1. (en) Chaga, 1995Titre de l'édition américaine : Evolution's Shore
2. (en) Kirinya, 1997
3. Tendeléo, 2002 ((en) Tendeléo's Story, 2000)Roman court publié dans l'anthologie Faux rêveur aux éditions Bragelonne

### SérieIndia 2047
1. Le Fleuve des dieux, Denoël, coll. « Lunes d'encre », 2010 ((en) River of Gods, 2004), trad. Gilles GoulletRéédition, Gallimard, coll. « Folio SF » no 463, 2013 - Prix British Science Fiction du meilleur roman 2004
2. La Petite Déesse, Denoël, coll. « Lunes d'encre », 2013 ((en) Cyberabad Days, 2009), trad. Gilles GoulletRéédition, Gallimard, coll. « Folio SF » no 559, 2016

### SérieEverness
1. L'Odyssée des mondes, Gallimard Jeunesse, 2013 ((en) Planesrunner, 2011)
2. (en) Be my Ennemy, 2012
3. (en) Empress of the Sun, 2014

### SérieLuna
1. Nouvelle Lune, Denoël, coll. « Lunes d'encre », 2017 ((en) New Moon, 2015), trad. Gilles GoulletRéédition, Gallimard, coll. « Folio SF » no 639, 2019
2. Lune du loup, Denoël, coll. « Lunes d'encre », 2018 ((en) Wolf Moon, 2017), trad. Gilles GoulletRéédition, Gallimard, coll. « Folio SF » no 677, 2021
3. Lune montante, Denoël, coll. « Lunes d'encre », 2019 ((en) Moon Rising, 2019), trad. Gilles GoulletRéédition, Gallimard, coll. « Folio SF » no 689, 2021

- (en) The Menace from Farside, 2019, roman court

### Romans indépendants
- (en) Out on Blue Six, 1989
- Roi du matin, reine du jour, Denoël, coll. « Lunes d'encre », 2009 ((en) King of Morning, Queen of Day, 1991)Réédition, Gallimard, coll. « Folio SF » no 432, 2012
- (en) Hearts, Hands and Voices, 1992Titre de l'édition américaine : The Broken Land
- (en) Kling Klang Klatch, 1992Roman illustré par David Lyttleton
- (en) Scissors Cut Paper Wrap Stone, 1994
- Nécroville, J'ai lu, 1996 ((en) Necroville, 1994)Titre de l'édition américaine : Terminal Café
- (en) Sacrifice of Fools, 1996
- (en) The Twenty Five Mile High Club, 2002Roman court
- Brasyl, Bragelonne, 2009 ((en) Brasyl, 2007)Réédition, Gallimard, coll. « Folio SF » no 409, 2011 - Prix British Science Fiction du meilleur roman 2007
- La Maison des derviches, Denoël, coll. « Lunes d'encre », 2012 ((en) The Dervish House, 2010)Réédition, Gallimard, coll. « Folio SF » no 515, 2015 - Prix British Science Fiction du meilleur roman 2010
- Le temps fut, Le Bélial', coll. « Une heure-lumière » no 23, 2020 ((en) Time Was, 2018), trad. Gilles GoulletRoman court - Prix British Science Fiction de la meilleure fiction courte 2018
- (en) Hopeland, 2023
- (en) The Wilding, 2024

### Recueils de nouvelles
- (en) Speaking in Tongues, 1992
- État de rêve, Robert Laffont, coll. « Ailleurs et Demain », 1990 ((en) Empire Dreams, 1988)Réédition, Le Livre de poche, coll. « SF » no 7203, 1997

### Nouvelles
- Le vieux cosmonaute et l'ouvrier du bâtiment rêvent de Mars, ActuSF, coll. « Les Trois Souhaits », 2010 ((en) The Old Cosmonaut and the Construction Worker Dream of Mars, 2002)Publiée dans l'anthologie Utopiales 10

## Prix littéraires
- 1989 : prix Locus du meilleur premier roman pour Desolation Road
- 1992 : prix Philip-K.-Dick pour Roi du matin, reine du jour
- 1995 : prix Kurd-Laßwitz du meilleur roman étranger pour Scissors Cut Paper Wrap Stone
- 1999 : prix Kurd-Laßwitz du meilleur roman étranger pour Sacrifice of Fools
- 2000 : prix Theodore-Sturgeon pour Tendeléo
- 2004 : prix British Science Fiction du meilleur roman pour Le Fleuve des dieux
- 2007 : prix British Science Fiction du meilleur roman pour Brasyl
- 2007 : prix Hugo de la meilleure nouvelle longue pour L'Épouse du djinn
- 2009 : prix Imaginales (catégorie roman étranger) pour Roi du matin, reine du jour
- 2010 : prix Philip-K.-Dick : citation spéciale pour La Petite Déesse (et autres nouvelles d'une Inde future)
- 2010 : prix British Science Fiction du meilleur roman pour La Maison des derviches
- 2010 : prix John-Wood-Campbell Memorial pour La Maison des derviches
- 2011 : prix Bob Morane pour Le Fleuve des dieux
- 2011 : grand prix de l'Imaginaire pour Le Fleuve des dieux
- 2013 : prix Planète SF des blogueurs pour La Maison des derviches
- 2018 : prix British Science Fiction de la meilleure fiction courte pour Le temps fut